# Schrankia costaestrigalis
Schrankia costaestrigalis là một loài bướm đêm trong họ Erebidae.

## Hình ảnh

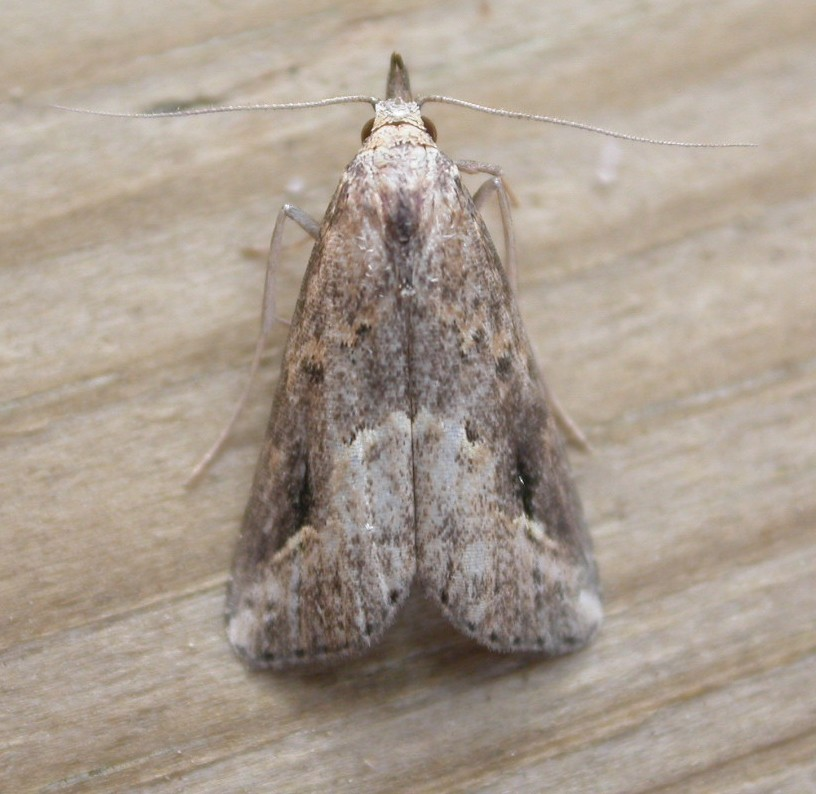
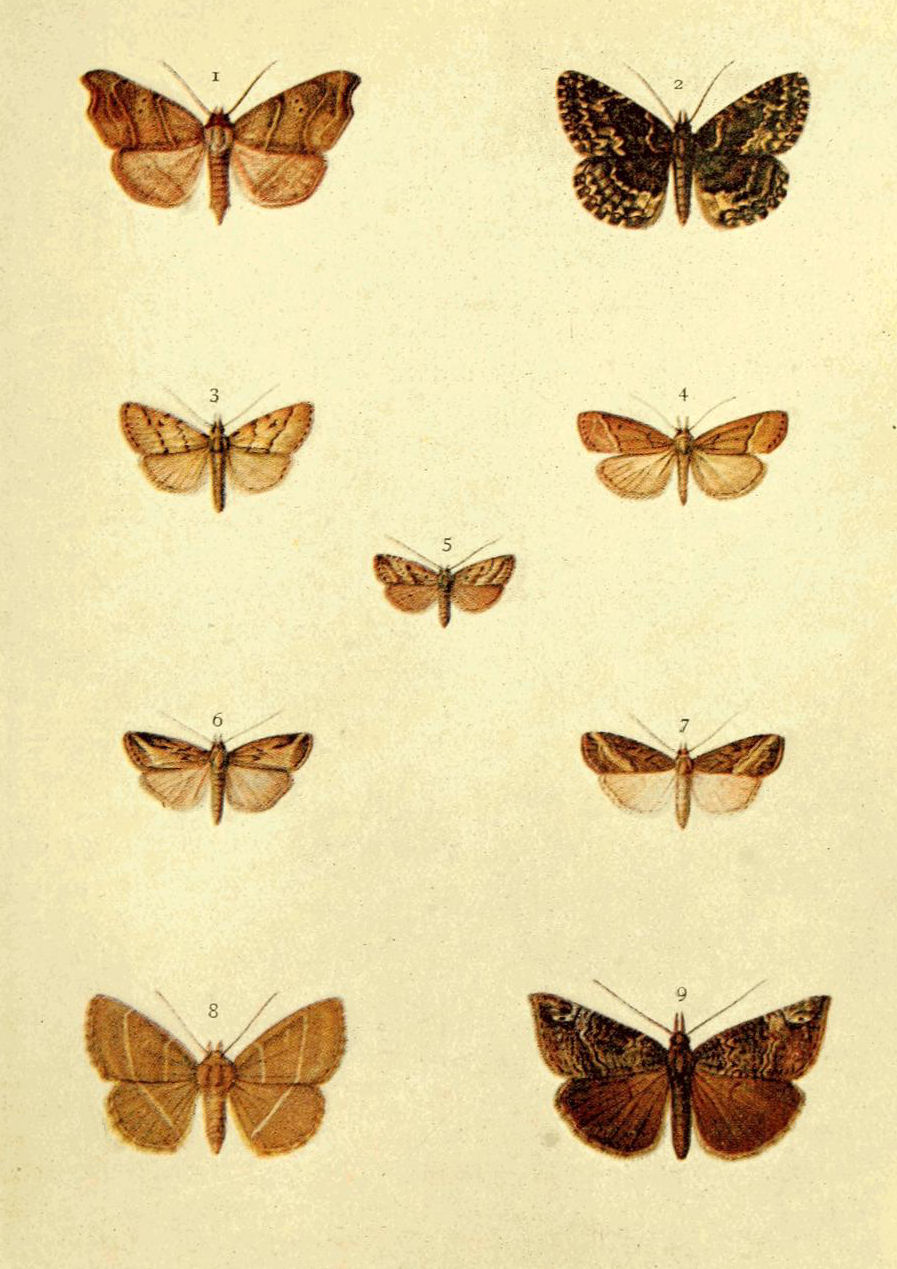
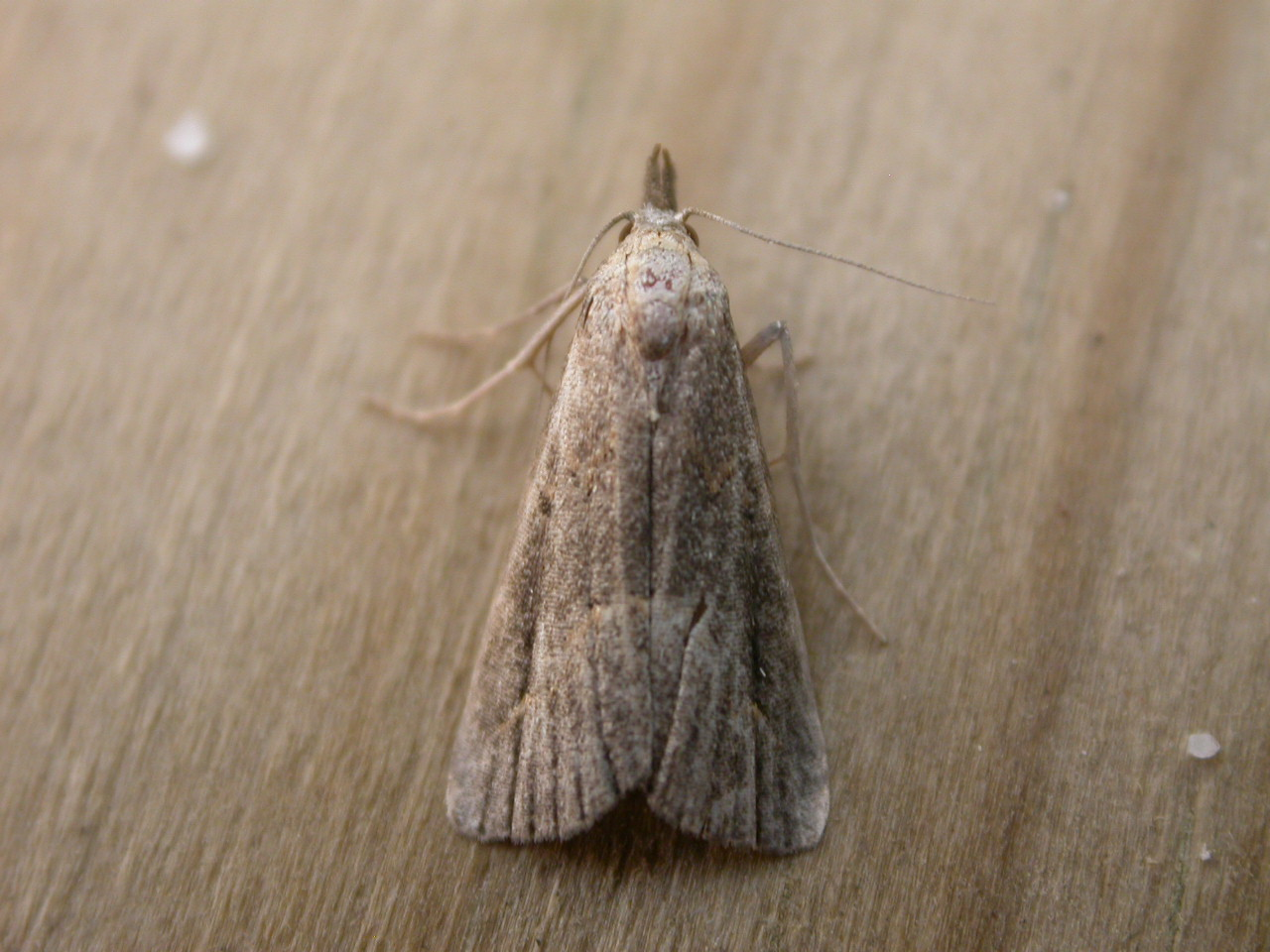
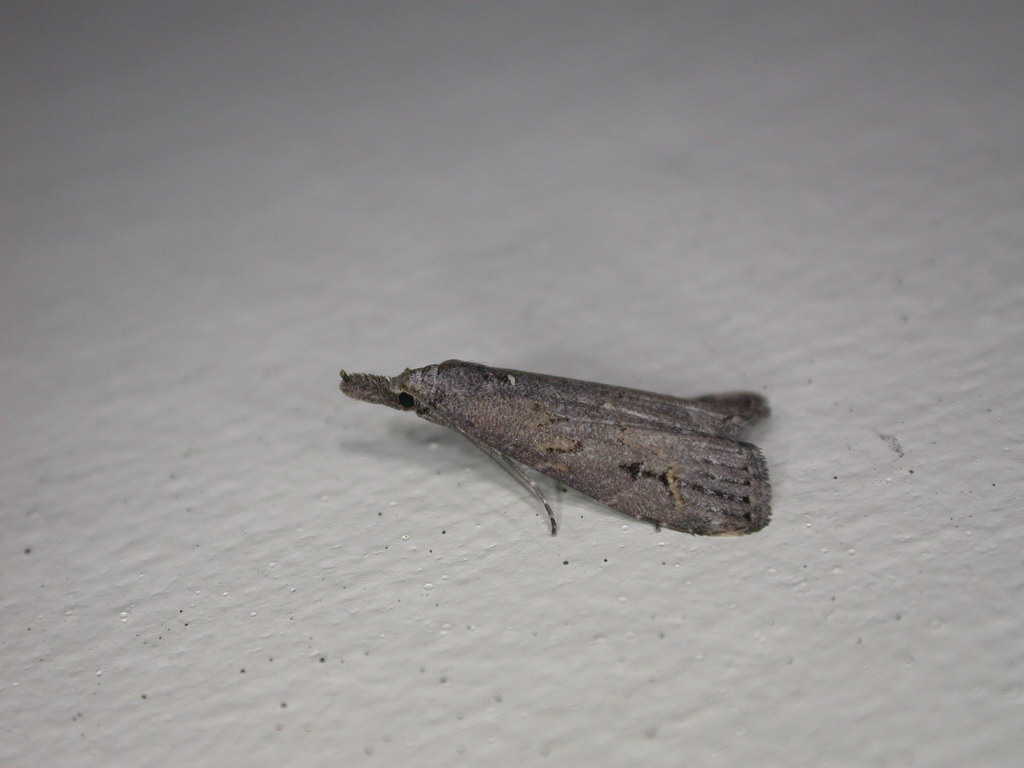